# Vaklátás
A vaklátás a vakság azon speciális esete, amikor a vak személy ugyan nem tudja leírni a világban körülötte elhelyezkedő dolgokat, vagyis nem jön létre látási érzet, mégis képes beazonosítani a vak terület stimulálásának hatására a vizuális inger színét, irányultságát, vagy képes az általa nem látott tárgy felé nyújtani kezét. A vaklátásban szenvedő betegek ennek ellenére nem fogadják el azt a tényt, hogy valamit érzékelnek a fényintenzitás változásaiból.

## A vakság okai
A látás elvesztése többféle okra vezethető vissza: a szemeket és a különböző agyterületeket érintő betegségekre és sérülésekre. A szem és a látóideg sérülése esetén az információ nem juthat el a magasabb agyi központokig, amelyek ennek ellenére működőképesek maradnak. Az elsődleges vizuális kéreg kiterjedt sérülésekor a szem és a látóidegpályák épek maradnak, és az agyban is megtörténik a bejövő információ feldolgozása, azonban ez az információ nem tudatosul.

## A vaklátás háttere
Ez történik a vaklátás esetében is. A primer látókéreg (V1) sérülése esetén a betegnek megmaradnak bizonyos látási képességei, mint például a mozgásészlelés, egyesek pedig tudatos szinten elvesznek, mint a formaészlelés. A bejövő látási információ feldolgozása tehát különválik annak tudatosulásától.
A vaklátással rendelkező személyeknél legtöbb esetben az elsődleges látókéreg egyik oldala sérül, ennek következtében a látásvesztés a másik oldali szemben következik be, tehát a látómező bizonyos szintjét tekintve vakok. A látótér kiesése vonatkozhat az egész szemre, vagy annak bizonyos részére.

## Hogyan látnak mégis?
Larry Weiskranz angol pszichológus vizsgálta a vaklátás jelenségét, de már korábban George Riddoch (1917) is megfigyelte, hogy a kérgi vakságban szenvedő betegek mozgást detektáltak a vak látótérben.
Larry Weiskranz olyan embereket vizsgált, akik valaha láttak, de valamilyen esemény következtében (baleset, agyvérzés, agydaganat (agytumor)) elvesztették elsődleges látókérgüket, aminek következtében funkcionális vakokká váltak, és nem tudatosul bennük a látási információ. Ennek a neve a látókérgi vakság. Larry Weiskranz kísérleti körülmények közé helyezte a látókérgi vaksággal rendelkező személyeket. A kísérleti alanyoknak látási teszteket kellett megoldaniuk. A teszt során a kísérletvezető a vak látókérgi területet különböző vizuális ingerekkel stimulálta, például függőleges vagy oldalirányba mozgó fényjelekkel.
A kísérletvezető kérdésére, hogy az alanyok láttak-e valamit, határozott nem volt a válasz. Arra a kérdésre azonban, hogy merre láttak egy jelet mozogni, meglehetősen nagy pontossággal válaszoltak. Arra a megfigyelésre jutottak, hogy a fény erősségének növelésével a kísérleti személyek a vak látótérben is látni kezdtek.
A kísérletből azt a következtetés vonták le, hogy agyunkban elválik a tudatos érzékelési folyamat és az érzékelt inger részletes feldolgozása, illetve az ezzel kapcsolatos cselekvés, válaszadás.
PET kísérletekkel kimutatták, hogy az elsődleges látókéreg működésének hiányában egyéb látásért felelős kérgi területek aktiválódnak, amelyek részben át tudják venni az inger feldolgozásával kapcsolatos feladatokat. (PET = Pozitronemissziós Tomográfia, ami egy olyan funkcionális agyi képalkotó eljárás, ami az agy egészében lezajló eseményekről ad információt.)
Huxlin és munkatársai (2009) 7 olyan személyt vizsgáltak, akik stroke következtében részleges látókéreg-sérülést szenvedtek. A kutatásukban a kísérleti személyek képesek voltak felismerni a bemutatott mozgások irányát, illetve érzékenyek maradtak a kontrasztra és a fényerősségre.

## Hasonló betegségek
Nem csupán a látás esetében fordul elő az érzet detektálásának és tudatosulásának szétválása. Leírták a sükethallás és az érzéketlen tapintás jelenségét is. A vaklátással éppen ellentétes betegség az Anton–Babiński-szindróma, melynek során szintén a beteg agyának látókérgi része sérül. Az agysérülés után közvetlenül azonban a betegek nem ismerik fel, hogy nem látnak, tagadják azt, hogy vakok.

## Külső hivatkozások
- Gulyás Balázs: Tudatboncolás PET-tel
- Pajkossy Péter: Az agy sérülései. Neuropszichológia. Az emberi idegrendszer alapjai[halott link]
- Dictionary of eye terminology

## Lásd még
- PET
- Anton–Babiński-szindróma